# Mahesh Chandra Mehta
Mahesh Chandra Mehta é um advogado de interesse público da Índia. Ele sozinho venceu várias decisões importantes no Supremo Tribunal da Índia desde 1984, incluindo a introdução de gasolina sem chumbo na Índia e a redução da poluição industrial que polui o Ganga e erodiu o Taj Mahal. Ele foi agraciado com o Prémio Ambiental Goldman em 1996.
Ele também recebeu o prémio Ramon Magsaysay para a Ásia pelo serviço público em 1997. O governo da Índia concedeu-lhe a honra civil do Padma Shri em 2016. Ele é um administrador da People for Animals.